# Чагар, Билял Абла
Билял Абла Чагар (1900, Бахчисарай Таврическая губерния — 17 апреля 1938, Симферополь) — советский партийный деятель, 2-й секретарь Крымского областного комитета ВКП(б).

## Биография
Родился в феврале 1900 года в семье булочника. В 1908 году окончил два класса начальной татарской школы. В 1910—1915 годах — ученик в булочной отца в Бахчисарае. В 1916—1919 годах — булочник в булочной брата в Бахчисарае. В 1918 году окончил два класса Бахчисарайской кустарно-промышленной школы.
В декабре 1919 — сентябре 1920 года — булочник частной булочной в Севастополе. В октябре 1920 — июне 1921 года — булочник в пекарне Сале Муста в Константинополе (Стамбуле) в Турции. В июле — ноябре 1921 года — булочник в булочной брата в Бахчисарае.
В декабре 1921 — июне 1923 года — студент Коммунистического университета трудящихся Востока в Москве, окончил два курса. В 1922 году вступил в комсомол.

### Партийная карьера
В июле 1923 — октябре 1924 года — заведующий Бахчисарайского районного отдела народного образования Крымской АССР. В ноябре 1924 — в ноябре 1925 года — инструктор районного комитета комсомола в городе Севастополе.
Член ВКП(б) с октября 1925 года.
В декабре 1925 — апреле 1927 года — секретарь Крымского областного комитета комсомола (ВЛКСМ).
В мае — ноябре 1927 года — инструктор Крымского областного комитета ВКП(б). В декабре 1927 — июле 1928 года — заведующий организационного отдела Ялтинского районного комитета ВКП(б) Крымской АССР. В августе 1928 — ноябре 1929 года — заместитель заведующего организационного отдела Крымского областного комитета ВКП(б).
В декабре 1929 — в июне 1930 года — секретарь Карасубазарского районного комитета ВКП(б) Крымской АССР.
В июле 1930 — мае 1931 года — народный комиссар земледелия Крымской АССР.
6 мая 1931 — апрель 1937 — 2-й секретарь Крымского областного комитета РКП(б).
В апреле — июле 1937 года — народный комиссар просвещения Крымской АССР.

### Репрессии
31 июля 1937 года арестован органами НКВД, 3 августа 1937 года исключен из партии. Утвержден в расстрельном списке  от 5 марта 1938 года подписанном Сталиным, Молотовым, Ворошиловым и Ждановым. В списке из 60 человек 41 были крымскими татарами. Приговорен к расстрелу, расстрелян 17 апреля 1938 года. Посмертно реабилитирован 15 декабря 1956 года.